# Долина

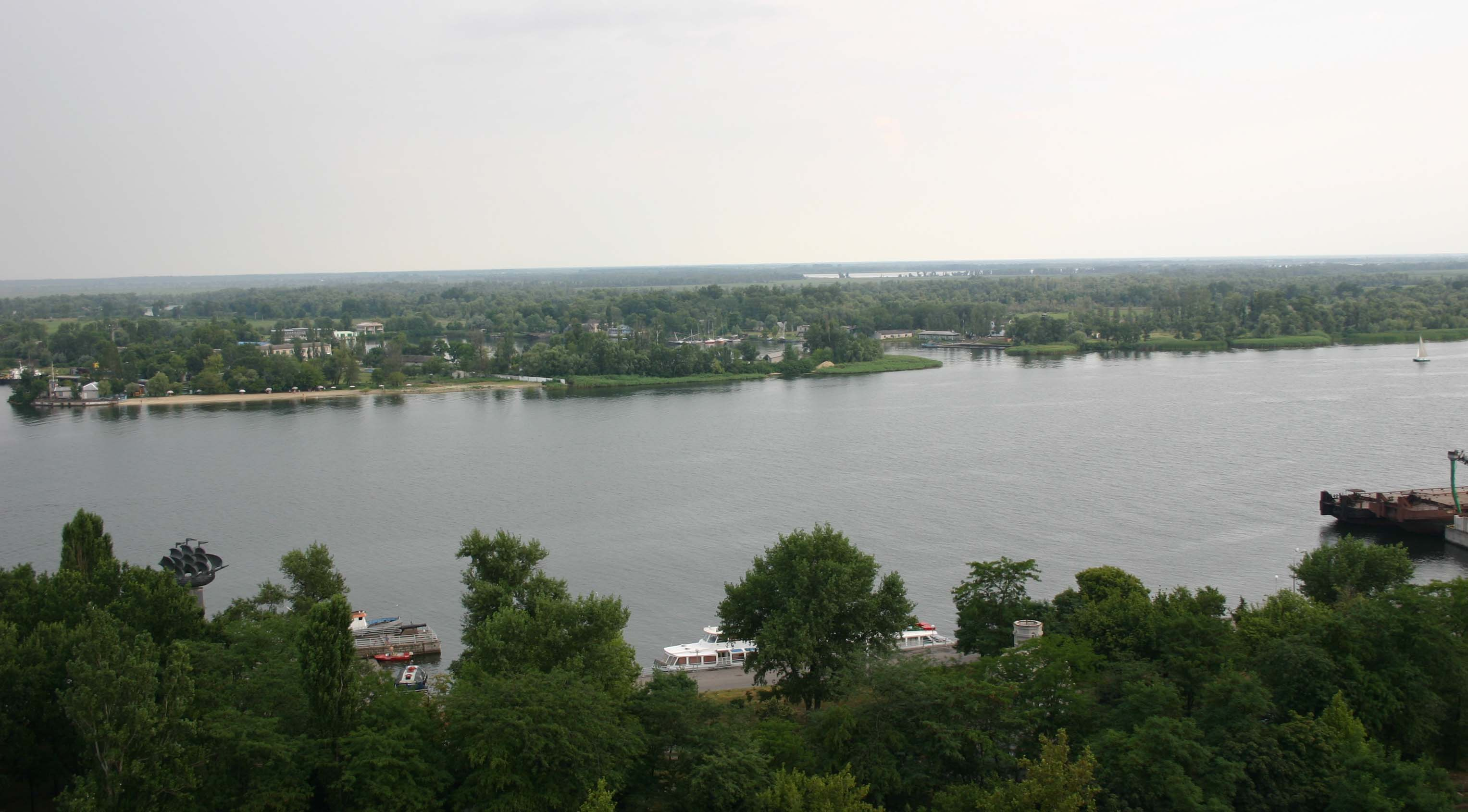
Долина Дніпра поблизу Херсона.

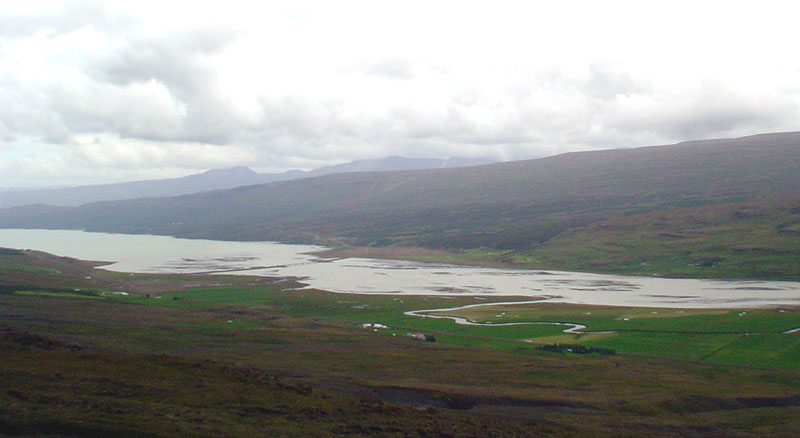
Долина Фльотсдалур на сході Ісландії.

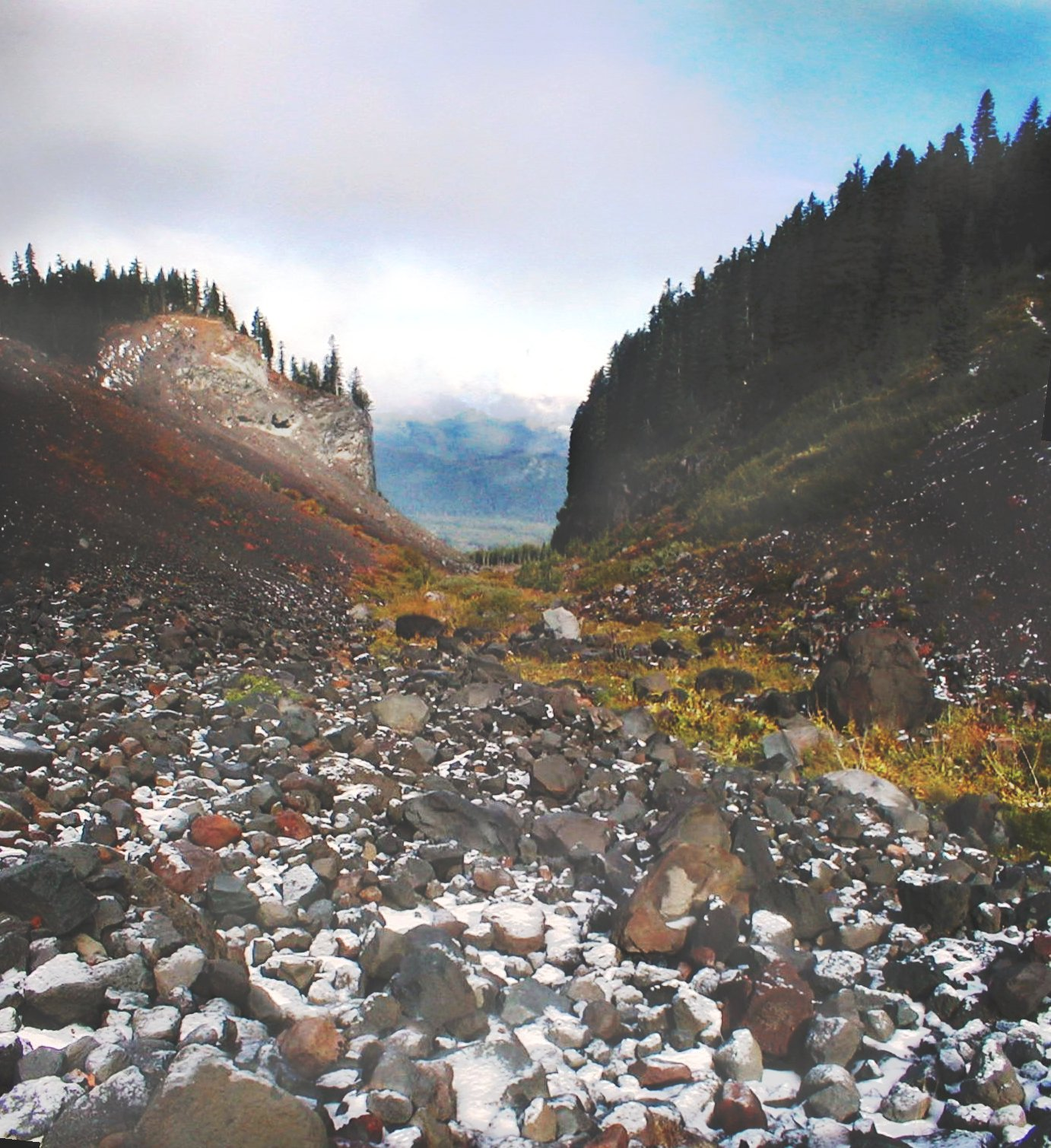
Льодовикова долина U-подібної форми в пустелі Маунт-Гуд

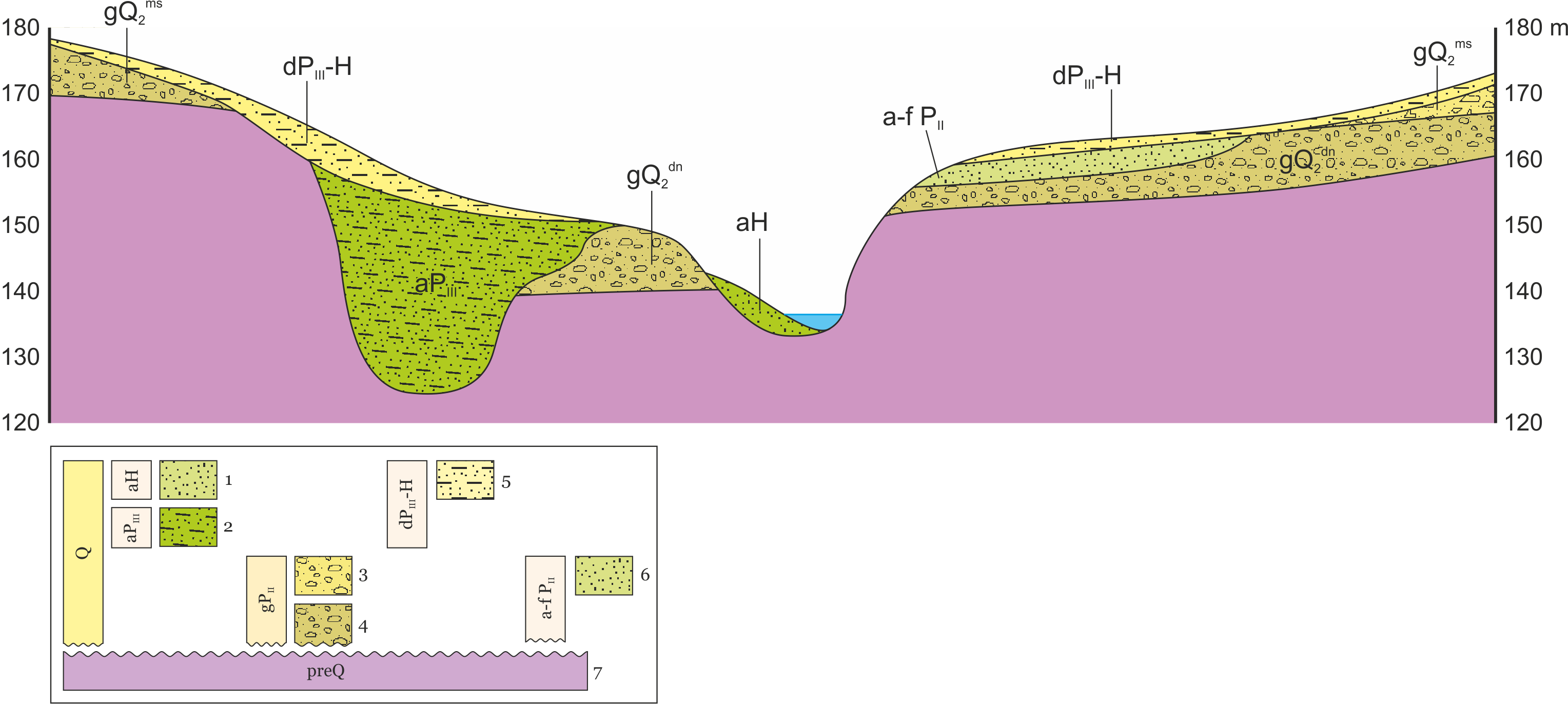
Геолого-геоморфологічний розріз похованої річкової долини

Доли́на — від'ємна, лінійно витягнута форма рельєфу з одноманітним падінням.

## Загальна характеристика
Утворюється найчастіше в результаті ерозійної дії течії води, хоча існують і так звані рифтові долини, що формуються в результаті тектонічної активності. Зачатковими формами річкових долин є балки та яри, які утворюються непостійними (періодичними) водотоками. Долини зазвичай утворюють цілі системи; одна долина переходить в іншу, ця, своєю чергою, в наступну і т. д., поки їхні водотоки одним загальним річищем не впадуть в яку-небудь водойму. У долини розрізняють схили і дно. У молодих долин дно буває нерозвиненим, вкрите піщаними валами, горбами, конусами ви́несення, а схили підходять до самої річки, будучи одночасно берегами річки, що протікає у ній.
Схили долини можуть бути високими або низькими, крутими або пологими. За крутістю обидва схили долини бувають однаковими або різними (асиметричними). В асиметричних долин Північної півкулі крутішим частіше буває правий (західний), а в Південній півкулі — лівий (східний) схил.

## Різновиди і специфіка
Розрізняють гірські і рівнинні долини. Для перших характерна значна глибина при відносно невеликій ширині та нерівномірному падінні поздовжнього профілю (каньйону або ущелини). Рівнинні долини, як правило, широкі, мають незначну глибину і крутість схилів, невеликі схили тощо.
У своєму верхів'ї долина найчастіше починається водозбірною воронкою або льодовиковим цирком. Рідше трапляються долини з відкритими верхів'ями. Гирлова (нижня) частина долини часто супроводжується річковою дельтою чи конусом ви́несення або ж являє собою затоку водойми, в яку впадає річка у вигляді губи чи естуарію.
Цікаво, що різновиди долин розрізнялися і вивчалися в середньовіччі. Ось уривок з праці Георга Агріколи «De Re Metallica» (1556 р.), який присвячений саме цій темі:
| Долини, як і рівнини, бувають також вельми різні. Одні закриті по сторонах, але мають відкриті вхід і вихід, у інших відкритий лише вхід або вихід, з всіх же інших сторін вони закриті; ті та інші, власне, і називаються долинами. Треті, з всіх сторін оточені горами, називаються улоговинами. Далі, одна долина має западини, інша їх не має, одна — широка, інша — вузька, одна — довга, інша — коротка; крім того, одна розміщена не вище найближчої рівнини, інша підноситься над степовою рівниною, більш низовинною... Нарешті, рівнини відрізняються тим, що одні розміщені низько, інші високо, одні горизонтальні, інші похилі. |

### Річкові долини

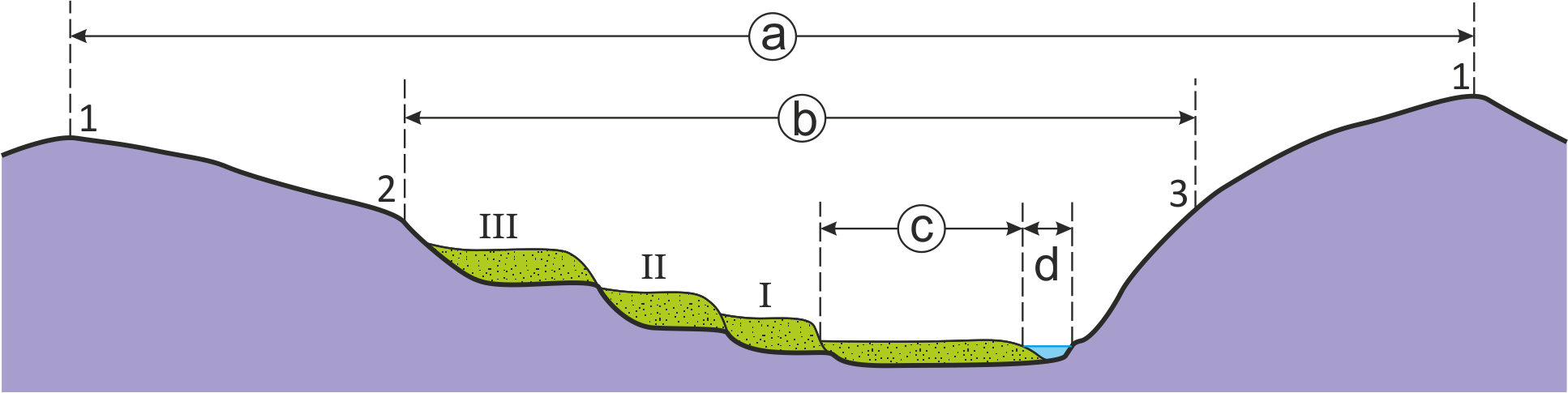
Схематичний поперечний розріз річкової долини
a — ширина річкового басейну;
b — ширина річкової долини;
c- заплава;
d — русло;
I — перша надзаплавна тераса;
II — друга надзаплавна тераса;
III — третя надзаплавна тераса;
1 — вододільна лінія;
2 — перегин схилу долини;
3 — умовна точка на схилі без терас, що відповідає рівню точки 2

Цей вид долин є дуже складною, розгалуженою та водночас пов'язаною між собою єдиною системою ландшафтів. Вони чітко відособлені у фізико-географічному відношенні та різко контрастують за морфологією з материковими ландшафтами, які їх оточують. Блукаючий річковий потік, що постійно змінює напрям, призводить до великої мінливості долинного ландшафту, до його безперервної і глибокої перебудови. Річкові долини постійно омолоджуються, в них завжди можна спостерігати як початкові стадії формування рельєфу і розвитку біогеоценозів, так і пізніші. Специфічними для річкових долин, які не мають аналогів серед зональних типів ландшафту, є гідрологічні особливості: весняно-літні повені, дощові та вітрові паводки. Єдність річкових долин виявляється у великій синхронності розливів уздовж усього профілю долини. Заплави рівнинних річок є хорошими сінокісними угіддями; у безпечних від ерозії місцях вони розорюються, тераси також часто використовуються під посіви різноманітних сільськогосподарських культур, часто служать місцем розміщення населених пунктів (особливо в гірських країнах). Схили долин нерідко бувають вкриті лісом.
Долина, окрім флювіальної, тобто сформованої дією течії води, також може бути тектонічною, якщо її поява пов'язана з геологічною будовою рельєфу. До таких належать Алайська долина в Середній Азії і каліфорнійська Центральна долина в Північній Америці.